# Grafenschlag (Gemeinde Vitis)
Grafenschlag ist eine Katastralgemeinde und ein Ort in der Marktgemeinde Vitis, Bezirk Waidhofen an der Thaya. Am 1. Jänner 2024 verfügte der Ort über eine Bevölkerung von 94 Personen.

## Geografie
Die Katastralgemeinde Grafenschlag liegt im Osten des Gemeindegebietes von Vitis und grenzt im Osten an die Gemeinde Windigsteig (Katastralgemeinde Kleinreichenbach). Die übrigen Grenzen teilt Grafenschlag mit den Vitiser Katastralgemeinden. Dabei liegt im Nordosten von Grafenschlag Eschenau, im Norden Jetzleser Wald und Stoies, im Westen Jetzles und im Süden die Katastralgemeinde Vitis mit dem Kart Vitis und der Ortschaft Schacherdorf.
Die Katastralgemeinde Grafenschlag grenzt im Osten an den Schacherwald und umfasst im Süden den ehemals herrschaftlichen Schacherteich. Beim Dorf Grafenschlag selbst handelt es sich um ein in einer Senke liegendes Angerdorf, das rund 30 Häuser umfasst. Der Ort ist durch eine Straße erschlossen, die vom Markt Vitis nach Eschenau führt.

## Geschichte
Der Ortsname Grafenschlag ist urkundlich erstmals durch ein Dokument aus dem Jahr 1436 belegt, mit dem Passauer Bischof Leonhard von Laiming einen Lehenbrief über Zehnte in Graffenschlag ausstellte. Der Name Grafenschlag wird dabei von den Rodungen durch einen Grafen (von Hardegg) abgeleitet.
Grafenschlag umfasste in den Jahren 1590/91 18 Häuser, 1633 gehörten zwei Höfe, zehn Lehen, ein Halblehen und fünf Hofstätten zu Grafenschlag, wobei 1633 drei Häuser als verödet verzeichnet wurden. Die Grund-, Orts- und Landesobrigkeit lag in den Händen der Herrschaft Schwarzenau. Das Wachstum der Ortschaft blieb über Jahrhunderte gering. 1796 lagen 19 Häuser in Grafenschlag, 1848 waren es 23. Laut Adressbuch von Österreich waren im Jahr 1938 in der Ortsgemeinde Grafenschlag ein Schneider, ein Viktualienhändler und einige Landwirte ansässig. Bis 1951 wuchs der Ort auf 26 Häuser an, im Jahr 2000 waren es 32. Gleichzeitig fiel in der zweiten Hälfte des 20. Jahrhunderts die Bevölkerungszahl deutlich ab.
Im politischen Bereich dominiert heute die Österreichische Volkspartei (ÖVP) analog zur Gemeindeebene die Wahlergebnisse. So erreichte die ÖVP im Wahlsprengel Grafenschlag bei der Gemeinderatswahl 2010 80 % (Gemeindeergebnis: 70 %) und die Sozialdemokratische Partei Österreichs (SPÖ) 20,0 % (Gemeindeergebnis: 30 %), wobei die ÖVP gegenüber der Gemeinderatswahl 2005 deutliche Gewinne auf Kosten der SPÖ verbuchen konnte.

## Bauwerke
Beim Ort Grafenschlag handelt es sich um ein angerartig verbreitertes Doppelreihendorf mit Gartenäckern. Die Drei- und Vierseithöfe sind zum Teil mit schlichten Putzfassadengliederung des 19. Jahrhunderts geschmückt und verfügen teilweise über historistische Elemente. Die Ortskapelle wurde zwischen 1790 und 1827 errichtet und 1901 umgebaut. Sie ist der „Königin Maria“ geweiht und verfügt über eine Halbkreisapsis und Giebelfassade. Die Nischenfigur unter dem Dachreiter mit Giebelspitzhelm stellt den heiligen Florian dar. Im Inneren wird die Kapelle von einem Rokokoaltar mit gewundenen Säulen dominiert, wobei das byzantinisierende Gnadenbild die heilige Maria mit Kind zeigt.
Neben der Ortskapelle liegen in Grafenschlag mehrere Kleindenkmäler. Die Statue des heiligen Felix von Cantalice im Ort Grafenschlag stammt aus dem Jahr 1739 und verfügt über ein Wappen der Polheims. Im Süden des Ortes befindet sich wiederum ein achtseitiger Tabernakelbildstock aus Granit, der im 16. oder 17. Jahrhundert errichtet wurde. Zudem liegt nördlich des Ortes ein Steinhochkreuz aus dem Jahr 1862.